# Війницька сільська рада (Локачинський район)
Війницька сільська рада Війницької сільської територіальної громади (до 2018 року — Війницька сільська рада Локачинського району Волинської області) — орган місцевого самоврядування Волинської області Війницької сільської громади з центром у селі Війниця.

## Склад ради
Рада складається з 14 депутатів та голови.
Перші вибори депутатів оновленої ради громади та Війницького сільського голови відбулись 23 грудня 2018 року. Було обрано 14 депутатів ради, з них (за суб'єктами висування): БПП «Солідарність» та Всеукраїнське об'єднання «Батьківщина» — по 6 депутатів, УКРОП та самовисування — по 1 депутату.
Головою громади обрали позапартійного висуванця УКРОПу Сергія Вербицького, чиновника Володимир-Волинського міськвиконкому.
При сільській раді утворено три постійні депутатські комісії:
- з питань планування бюджету, фінансів розвитку інфраструктури та управління майном комунальної власності;
- з питань земельних відносин, охорони навколишнього середовища, законності та правопорядку;
- з питань соціального захисту населення, освіти, охорони здоров'я, культури та спорту.

## Історія
До 3 січня 2019 року — адміністративно-територіальна одиниця у Локачинському районі Волинської області з підпорядкуванням сіл Війниця, Губин, Михайлівка, Павловичі та Тумин.
Згідно з переписом УРСР 1989 року чисельність наявного населення сільської ради становила 2325 осіб, з яких 1070 чоловіків та 1255 жінок.
За переписом населення України 2001 року в сільській раді мешкало 2220 осіб.

### Мова
Розподіл населення за рідною мовою за даними перепису 2001 року:
| Мова       | Відсоток |
| ---------- | -------- |
| українська | 99,42 %  |
| російська  | 0,58 %   |

Рада складається з 18 депутатів та голови.

### Керівний склад сільської ради
| ПІБ                       | Основні відомості                                                                | Дата обрання | Дата звільнення |
| ------------------------- | -------------------------------------------------------------------------------- | ------------ | --------------- |
| Базар Мирослав Богданович | Сільський голова, 1954 року народження, освіта, член Української Народної Партії | 26.03.2006   | 31.10.2010      |
| Базар Мирослав Богданович | Сільський голова, 1954 року народження, освіта вища, безпартійний                | 31.10.2010   |                 |

Примітка: таблиця складена за даними джерела